# James Stelfox
James Stelfox, más conocido como Stel (Warrington, Lancashire, Inglaterra, 23 de marzo de 1976), es un miembro del grupo británico Starsailor y uno de los primeros miembros de la banda.  Stel toca el bajo.  Stel ha producido a su vez junto con John Kettle, el EP debut de la banda Kingsway.

## Biografía
James Stelfox primero conoció a Ben Byrne 10 años antes de que se formara Starsailor.  Ellos se volvieron amigos desde la secundaria y fueron más tarde al Leigh Campus of Wigan and Leigh College, donde finalmente conocieron a Barry Westhead y a James Walsh

Stel y Ben comenzaron a tocar en el noreste de Inglaterra durante un número de años.  Después de que su cantante se enfermara, James Walsh decidió unírseles (antes éste perteneció a un coro de colegio).
En 2008, Stel se convirtió en padre por segunda vez, cuando su compañera dio a luz a una niña, llamada Ella en noviembre mientras que el resto de la banda estaba realizando su primer viaje a Corea.
Stel está musicalmente influenciado por Neil Young, Paul McCartney y Massive Attack.